# 食官長
食官長（しょくかんちょう）は、かつて中国にあった官職で、貴人または陵墓のために食事を用意した。食官令と同じ仕事だが、食官長のほうが地位が低い。仕える貴人・陵墓ごとに一人ずつ任命された。

## 歴史

### 前漢
前漢では、諸侯王に仕える食官長と陵墓に仕える食官長がいた。陵墓の食官の長官は、食官令の場合と食官長の場合があり、食官長は重要度が低い陵墓に配置された。次官として食官丞がついた。
諸侯王の食官長は、梁の平王（劉襄）の母、李太后が食官長と私通したという不名誉な記事で存在が知られる。
後漢では祭祀対象となる先祖を減らし、陵墓の食官長はなくなったようである。皇帝の姉妹（長公主）に定員一人の食官長が仕えた。

### 南北朝時代
南北朝時代の南朝の梁でも、諸侯王に食官長が仕えた。
続く南朝の陳では、陵廟のために食官長があった。
北朝の斉（北斉）には、王国の王に仕える食官長があった。

### 隋・唐
南北を統一した隋では、諸侯王と上柱国、柱国公、侯、伯の国に食官長を置いた。
続く唐では、皇帝の子がなる親王の国に、食官長と次官の食官丞を一人ずつ置いた。食官長の官品は正九品下、食官丞は従九品下であった。